# Rob Bell

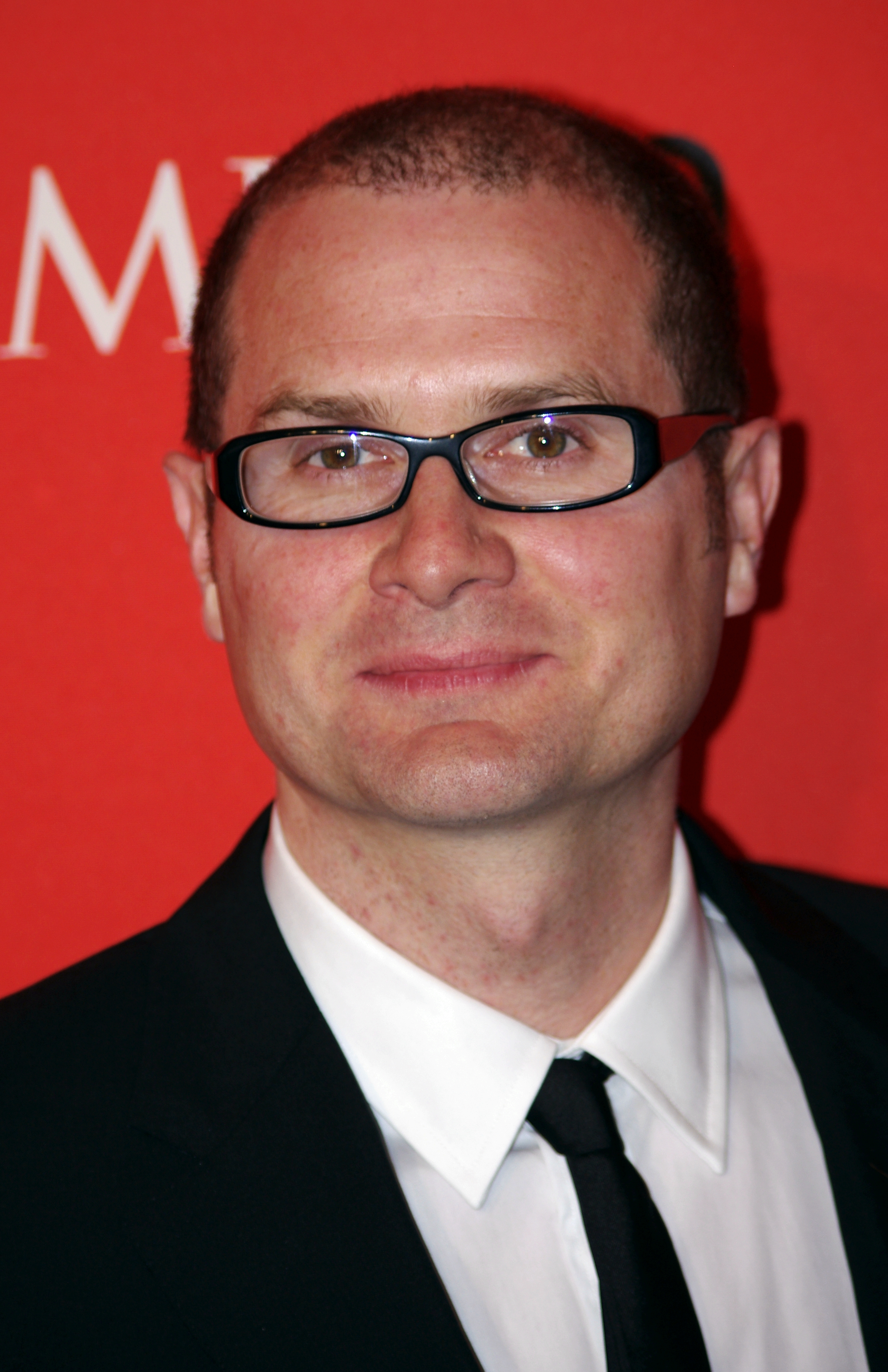
Rob Bell op het Time 100 gala

Robert Holmes (Rob) Bell (23 augustus 1970, Ingham County (Michigan)) is een Amerikaans voorganger en auteur. Hij stichtte de Mars Hill Bible Church te Grandville (die onder zijn leiding een van de snelst groeiende kerken van Amerika was), hij publiceerde enkele boeken die New York Times-bestsellers werden, en hij is de hoofdspreker van de serie korte films Nooma. Time Magazine noemde hem in 2011 een van de 100 meest invloedrijke personen in de wereld.

## Levensloop
Bell groeide op in een conservatief christelijk milieu. Zijn vader was een hoge rechter. Hij ging in Illinois naar Wheaton College, waar hij kamergenoot was van Ian Eskelin, leider van de christelijke rockband All Star United, en waar hij ook zijn latere echtgenote Kirsten ontmoette. Met enkele vrienden had hij daar een indie band, ton bundle, maar voordat het (gematigde) succes kwam moest Bell eruit stappen omdat hij ziek werd. Zijn spreektalent viel op en begin jaren 90 ging hij theologie studeren aan de Fuller Theological Seminary. Ook in die tijd leidde hij een eigen band, Big Fill, waarmee hij twee cd's uitbracht.
Begin 1999 begon Bell de Mars Hill Bible Church. Het begon in een plaatselijk gymlokaal in Wyoming te Michigan, maar binnen een jaar moesten ze naar grote zalen toe. Midden 2000 waren er al 3500 bezoekers en in 2005 waren er 11.000 bezoekers per zondag. Het bezoekersaantal daalde later, mede door de controverse rond zijn boek Love Wins, tot tussen de 8000 en 10.000.
In september 2011 kondigde Bell aan dat hij zijn leiderschap van de kerk zou beëindigen om een groter publiek te kunnen bereiken. Inmiddels is duidelijk dat hij, met Carlton Cuse, uitvoerend producent van de televisieserie Lost, aan een televisieserie schrijft voor de zender ABC, onder de werktitel Stronger. Ook deed hij een grote tour met televisiester Oprah Winfrey.

## Denkbeelden
Bell is een gematigd evangelisch christen. De Bijbel is bijvoorbeeld zijn belangrijkste inspiratiebron, maar hij schrijft ook: "I affirm the truth anywhere in any religious system, in any worldview. If it's true, it belongs to God."
In zijn boek Love Wins, neemt hij afstand van de traditionele kijk op de hel. Bell is geen universalist die beweert zeker te weten dat iedereen eeuwig bij God zal verkeren, maar hij vindt vooral dat er ruimte moet zijn voor onzekerheid op dit punt: hij verdedigt de "case for living with mystery rather than demanding certitude." Deze positie is stevig bekritiseerd door enkele andere evangelische denkers. De reactie in Nederland was meer gematigd. Het boek Love Wins kwam direct na verschijnen binnen op nummer 2 in de New York Times Bestsellerlijst.
Bell is voorstander van het homohuwelijk en verklaarde 'Ik ben voor loyaliteit. Ik ben voor liefde, of het nu is tussen een man en een vrouw, een vrouw en een vrouw, of een man en een man'.

## Publicaties
- Velvet Elvis: Repainting the Christian Faith, 2005, ISBN 0-310-26345-X
- Sex God: Exploring the Endless Connections between Sexuality and Spirituality, 2007, ISBN 0-310-26346-8
- Everything is Spiritual (DVD), 2007, ISBN 0-310-28556-9
- The Gods Aren't Angry (DVD), 2008, ISBN 0-310-29074-0
- Jesus Wants to Save Christians: A Manifesto for the Church in Exile, 2008, ISBN 0-310-27502-4
- Drops Like Stars: A Few Thoughts on Creativity and Suffering, 2009, ISBN 0-310-32704-0
- Love Wins, 2011 ISBN 0-062-04964-X (vertaald als En de meeste van deze is... liefde, 2012, ISBN 9789043510226)
- The ZimZum of Love: A New Way of Understanding Marriage, 2014, ISBN 9780062194244